# Kočín-Lančár
Kočín-Lančár je obec na Slovensku přibližně 12 km západně od města Piešťany. V roce 2017 zde žilo 521 obyvatel. Sloučení obcí Kočín a Lančár se událo po referendu v roce 1991.
V obci stojí římskokatolický kostel svatého Michala archanděla ze 13. století v části Lančár a v části Kočín stojí nový kostel Panny Marie Nanebovzaté a kaple Neposkvrněného početí Panny Marie z 19. století.